# Sparti FC
El Sparti FC (en griego: ΑΕ Σπάρτη ΠΑΕ, Αθλητική Ένωση Σπάρτης, Athlitiki Enosis Spartis, Unión Atlética de Esparta) es un equipo de fútbol de Grecia que juega en la Gamma Ethniki, la cuarta categoría de fútbol en el país.

## Historia
Fue fundado en el año 1991 en la ciudad de Esparta en Laconia tras la fusión de dos equipos locales (Spartiatikos y Amillas) como un club multideportivo, en el que su sección de fútbol es la más fuerte.
Su primer partido fue de carácter amistoso y lo jugaron ante el Olympiakos Loutraki FC y terminó 2-2.

## Palmarés
- Gamma Ethniki: 1

2015-16
- Campeonato de Esparta Laconia: 7

1999-00, 2000–01, 2001–02, 2006–07, 2009–10, 2013–14, 2014–15
- Copa de Esparta Laconia: 7

1999-00, 2001–02, 2009–10, 2010–11, 2013–14, 2014–15, 2015-16